# Млаква (Купрес)
Млаква је насељено мјесто у Босни и Херцеговини у општини Купрес које административно припада Федерацији Босне и Херцеговине. Према попису становништва из 1991. у насељу је живјело 40 становника.

## Становништво
Према попусу 1991. укупно: 40
| Националност | 1991.       |
| Хрвати       | 38 (95,00%) |
| Срби         | 2 (5,00%)   |
| Укупно       |             |